# Sangen
Sangen är en sjö i Härjedalens kommun i Hälsingland och ingår i Ljusnans huvudavrinningsområde. Sjön har en area på 1,44 kvadratkilometer och ligger 442,1 meter över havet. Sjön avvattnas av vattendraget Ängerån.

## Delavrinningsområde
Sangen ingår i det delavrinningsområde (686855-145087) som SMHI kallar för Utloppet av Sangen. Medelhöjden är 479 meter över havet och ytan är 8,05 kvadratkilometer. Det finns ett avrinningsområde uppströms, och räknas det in blir den ackumulerade arean 11,97 kvadratkilometer. Ängerån som avvattnar avrinningsområdet har biflödesordning 2, vilket innebär att vattnet flödar genom totalt 2 vattendrag innan det når havet efter 204 kilometer. Avrinningsområdet består mestadels av skog (63 procent). Avrinningsområdet har 1,45 kvadratkilometer vattenytor vilket ger det en sjöprocent på 17,9 procent.